# Шёффер, Петер

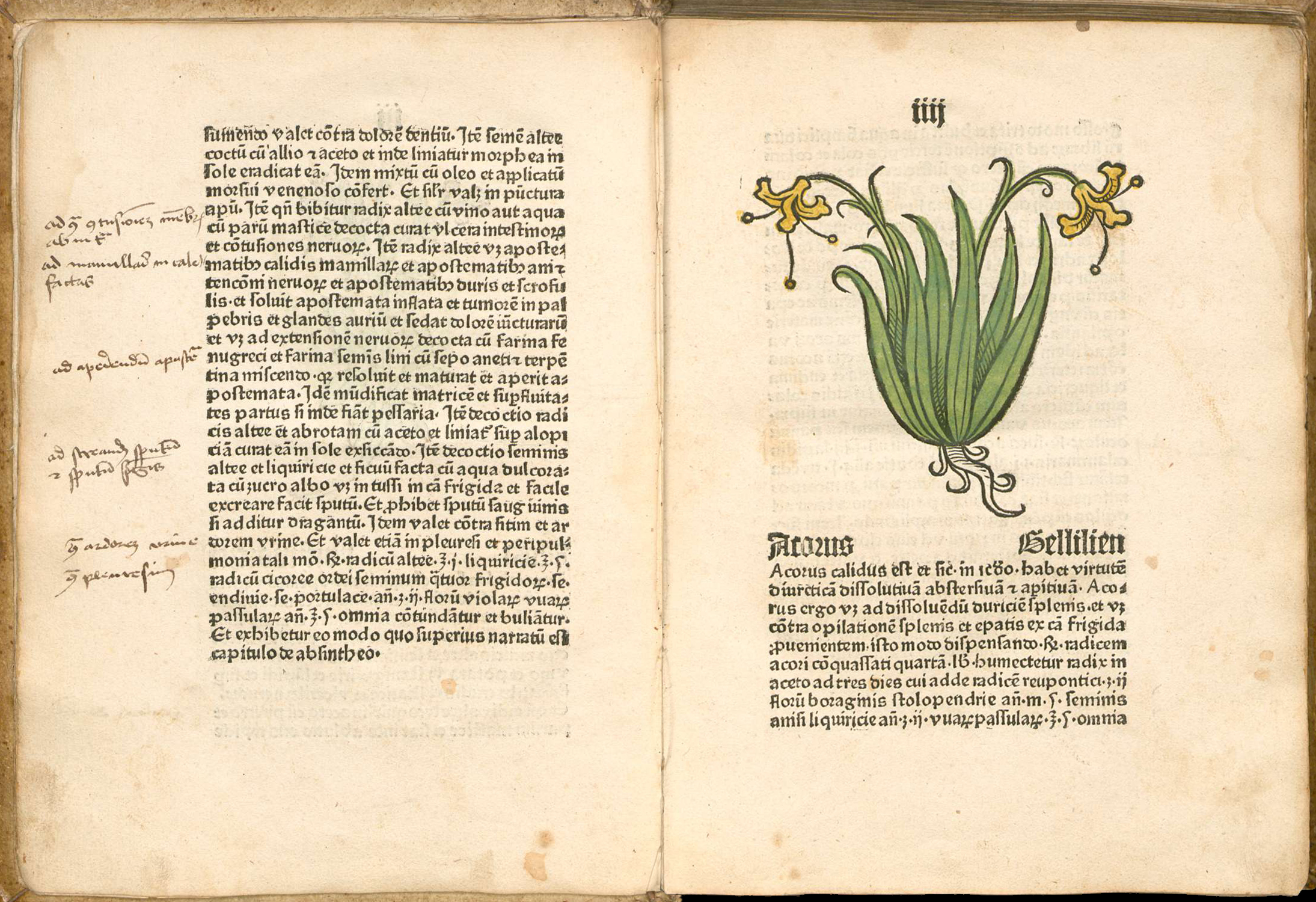
Разворот из «Гербария» фон Кауба, напечатанного Шеффером в 1484 году. Иллюстрации были раскрашены вручную

Петер Шёффер (нем. Peter Schöffer, Petrus Schoeffer; около 1425 г., Гернсхайм — 1503, Майнц) — один из первых немецких книгопечатников. Шеффер учился в Париже и работал переписчиком рукописей, пока в 1452 году не стал подмастерьем Иоганна Гутенберга и Иоганна Фуста, был типографом. 

## Краткая биография
Нанятый Фустом, Шеффер был основным работником в типографии Иоганна Гутенберга. После ссоры Фуста с Гутенбергом, Шеффер свидетельствует в суде против последнего. К 1457 году они с Фустом открыли свою типографию, назвавшись «Fust und Schöffer» (Фуст и Шёффер) .
Самые известные работы Шеффера:
- Майнцская Псалтирь (1457)
- «Об обязанностях» Цицерона (1465)
- «Гербарий» Иоганна фон Кауба (Herbarius latinus; 1484)
- так называемый «Сад здравия» (Gart der Gesundheit или Hortus Sanitatis; 1485)
- «Саксонская хроника» Конрада Бото (1492)

«Гербарий» — первый травник, напечатанный в Германии. Компилятивное собрание цитат из арабских и европейских средневековых рукописей. Составителем текста стал франкфуртский врач Иоганн фон Кауб (он же, возможно, автор «Сада здравия»). Ничего не известно об авторе иллюстраций, благодаря которым «Гербарий» приобрел большую популярность. В книге описаны и снабжены иллюстрациями 150 растений, а также 96 лекарственных средств. К 1499 году «Гербарий» был переиздан десять раз.
Шёфферу приписываются такие нововведения в книгопечатании, как датировка книг, издательская марка, греческий шрифт, печатание цветными красками и ряд других.
После смерти Фуста, Шеффер сосредоточился на выпуске книг по теологии, гражданскому и церковному праву.
Известно, что Шеффер женился на единственной дочери Фуста, Кристине, и его сыновья также занялись книгопечатанием . Его сын Иоганн выпускал книги с 1503 по 1531 годы. Другой сын, Петер Младший, руководил книгопечатным делом в Майнце (1509—1523), Вормсе (1512—1529), Страсбурге (1530—1539) и Венеции (1541—1542). В 1526 году Петер Шеффер Младший напечатал первый Новый завет на английском языке. Перевод подготовил Уильям Тиндейл . Иво, сын Петера Младшего, выпускал книги в Майнце в 1531—1555 годах .

## Электронные версии книг, изданных Шёффером
- Электронная версия книги «Об обязанностях» Цицерона (1465)
- Электронная версия «Гербария» 1484 года (недоступная ссылка) (недоступная ссылка)
- Электронная версия «Саксонской хроники» Конрада Ботэ Архивная копия от 23 февраля 2018 на Wayback Machine